# Lagoa dos Patos (laguna)
Lagoa dos Patos (in italiano: Stagno delle Anatre) è la seconda più grande laguna dell'America Latina. Si trova nello stato del Rio Grande do Sul, nel Brasile meridionale. Si estende su una lunghezza di 280 km, e nel punto di massima larghezza misura 70 km. Ha una superficie totale di 9.850 km². È separata dall'Oceano Atlantico da una striscia di terra di 8 km. 
Il Canale di São Gonçalo la collega alla Lagoa Mirim a sud.

## Principali città lungo la costa
- Rio Grande
- Pelotas
- São José do Norte
- São Lourenço do Sul
- Tapes
- Porto Alegre